# يوم العطش
قالب:الفتح الإسلامي لما وراء النهر
يوم العطش هي معركة وقعت في عام 724م بين خاقان ترك التورجش والدولة الأموية على ضفاف نهر سيحون، في بلاد ما وراء النهر (طاجيكستان، آسيا الوسطى). كان الجيش الأموي، بقيادة مسلم بن سعيد الكلابي، يقوم بحملة في وادي فرغانة عندما علم بتقدم التورجش. على الفور، بدأ المسلمون في التراجع إلى ما وراء النهر. أخيرًا، بعد 11 يومًا، وصل الجيش الأموي إلى نهر سيحون، حيث تم محاصرته بين جيش التورجش وقوات الإمارات المحلية. ومع ذلك، تمكن الجيش الإسلامي من اختراق النهر وعبوره إلى خجندة.

## خلفية
بدأت الفتوحات الإسلامية لبلاد ما وراء النهر في الخلافة الأموية بقيادة قتيبة بن مسلم في عهد الوليد بن عبد الملك، بعد الفتوحات الإسلامية لبلاد فارس وخراسان في منتصف القرن السابع الميلادي.  
ظلت ولاءات السكان الإيرانيين والترك الأصليين في بلاد ما وراء النهر وتلك الخاصة بالحكام المحليين المستقلين محل شك، كما هو موضح في عام 719م، عندما أرسل أمراء ما وراء النهر التماسًا إلى الصينيين وأتباعهم التورجش للحصول على مساعدة عسكرية ضد ولاة الخلافة. رد التورجش بشن سلسلة من الهجمات ضد المسلمين في بلاد ما وراء النهر، ابتداء من عام 720م. وقد اقترنت هذه الغارات مع انتفاضات ضد الخلافة في الصغديين المحليين. قام الوالي الأموي لخراسان، سعيد بن عمرو الحرشي، بقمع الاضطرابات وأعاد الموقف الإسلامي إلى ما كان عليه في زمن قتيبة، باستثناء وادي فرغانة، الذي فقد السيطرة عليه.

## الحملة على فرغانة ويوم العطش
في عام 723م، تم استبدال سعيد بن عمرو بالوالي مسلم بن سعيد الكلابي، الذي قرر في أواخر العام التالي إطلاق رحلة استكشافية بهدف الاستيلاء على فرغانة. وواجهت الحملة صعوبات بالفعل في مراحلها الأولى، عندما وصلت أنباء تولي الخليفة الجديد هشام بن عبد الملك، وتعيين خالد بن عبد الله القسري واليا على العراق. انطلقت الحملة في النهاية عندما كتب خالد إلى مسلم، يحثه على المضي قدمًا فيها إلى حين وصول أسد بن عبد الله القسري إلى خراسان.
قاد مسلم بن سعيد جيشه على طول سيحون إلى فرغانة، وحاصرها. عند هذه النقطة، أصبح الجيش الأموي على علم بأن خاقان التورجش سولوك كان يتقدم إليهم مع جيش أكبر. تخلى الجيش المسلم عن الحصار، وتراجع بسرعة باتجاه الجنوب.    في اليوم الثاني، بعد أن عبر الجيش الإسلامي نهر وادي الصبح، لحق بهم جيش التورجش وهاجم معسكرًا ثانويًا نصبه عبد الله بن أبي عبد الله بشكل منفصل عن القوة الرئيسية. تكبد الجيش الإسلامي وحلفاؤه الصغديين خسائر كبيرة لكنه تمكن من صد الهجوم.  
واصل المسلمون انسحابهم لمدة ثمانية أيام أخرى، تعرضوا خلالها لمضايقات مستمرة من قبل فرسان التورجش. في اليوم التاسع، وصل الجيش الإسلامي إلى سيحون فقط ليجدوا طريقهم مسدودًا من قبل أعدائهم، وقوات إمارات طشقند وفرغانة، وبقايا المتمردين الصغديين الذين قمعهم سعيد. عسكر المسلمون ليلتهم وأحرقوا كل أمتعتهم استعدادًا للمعركة. في اليوم التالي، على الرغم من معاناتهم من العطش والحصار بين التورجش من ورائهم وقوات الإمارات من أمامهم، تمكن الجيش الإسلامي من اختراق خطوط العدو وعبور النهر. عندما وصل الجيش إلى خجندة، تحت وطأة الجوع والإرهاق، انتشرت القوات وهناك، تم نقل قيادة الجيش رسميًا إلى عبد الرحمن بن نعيم الغامدي، الذي قاد باقي الجيش إلى سمرقند.   

## النتائج
كانت هزيمة الجيش الإسلامي والخسائر التي لحقت بها حافزًا لتضعضع الحكم الإسلامي في بلاد ما وراء النهر خلال السنوات القليلة التالية.    وكانت عمليًا آخر رحلة استكشافية إلى ما وراء النهر لمدة خمسة عشر عامًا، ولكن الأهم من ذلك بكثير كانت ضربة للهيبة العربية الإسلامية.
حيث تم عكس الأدوار، من الآن فصاعدا أصبح المسلمون في موقف دفاعي.  خاض الوالي الأموي الجديد، أسد القسري، حملته بلا انقطاع على مدى السنوات القليلة التالية، لكن دون تحقيق أي نتيجة كبيرة. حاول القسري أيضًا تأمين تعاون النخب المحلية من خلال إلغاء دفع الضرائب من قبل الموالى لبعض الوقت، لكن هذه السياسة عارضها العرب الخراسانيون أنفسهم، وأبطلها خليفة القسري أشرس بن عبد الله السلمي.    أدى هذا إلى انتفاضة عامة في بلاد ما وراء النهر عام 728. بقيت منطقة ما وراء النهر بعد ذلك محل نزاع، ولم يسترد المسلمون مواقعهم السابقة حتى حملات نصر بن سيار في 739-741.